# Leck (Niemcy)
Leck (fryz. Leek, duń. Læk) – gmina w Niemczech w kraju związkowym Szlezwik-Holsztyn, w powiecie Nordfriesland, wchodzi w skład Związku Gmin Südtondern.